# Мыльников, Александр Иванович
Александр Иванович Мыльников (4 декабря 1911, Череповец, Российская империя — 13 августа 1943, Финский залив) — советский военачальник, капитан 3-го ранга, командир-подводник.

## Биография
Александр Мыльников родился 4 декабря 1911 года в городе Череповец Вологодской губернии ныне Вологодской области. Член ВКП(б).
После окончания железнодорожной школы № 21 в пос. Ветлужский некоторое время работал на лесозаготовке, а в 30-е годы  поступил в Военно-Морскую академию имени Фрунзе в Ленинграде, которую окончил в 1936 году по специальности штурман-подводник. С июня 1936 по ноябрь 1937 командир БЧ-1 подводной лодки «С-1». В 1938 году окончил курсы командного состава Учебного отряда подводного плавания им. Кирова. С ноября 1938 по май 1939 помощник командира лодки «С-3». С мая по октябрь 1939 командир лодки «М-78». С октября 1939 командир лодки «М-97», совершил на ней четыре боевых похода и две торпедные атаки, в ходе которых в Таллинской бухте был безуспешно атакован немецкий транспорт «Хохенхёрн». Подводники слышали взрывы торпед, и на основании их доклада потопление было засчитано. За эту победу Мыльников был награждён орденом Ленина.
Несмотря на то, что командование КБФ имело к Мыльникову ряд замечаний по дисциплине, в нём рассмотрели талантливого командира, и 14 января 1942 года Мыльников был назначен на должность командира лодки «С-9».
На «С-9» Мыльников совершил три боевых похода (из первого лодка досрочно вернулась после подрыва на пиропатроне в противолодочной сети), произвёл три торпедных атаки, повредил два транспорта (7837 брт). 27 сентября 1942 года при атаке конвоя был повреждён транспорт Mittelmeer (6370 брт), перевозивший груз авиабензина. Две другие атаки были произведены на следующий день, 28 сентября, одиночными торпедами по транспорту «Hornum» (1467 брт). После промахов Мыльников скомандовал всплытие. «С-9» всплыла и открыла артиллерийский огонь. После 17 выпущенных 100-мм снарядов и двух попаданий транспорт загорелся, и подлодка погрузилась. Но экипаж транспорта сумел потушить пожар и спасти судно. За первый боевой поход на «С-9» Мыльников был награждён орденом Красного Знамени. 14 ноября 1942 года Мыльникову было присвоено звание Капитан 3 ранга.
В очередной боевой поход Мыльников вышел 26 июля 1943 года. В ночь на 12 августа его подводная лодка сообщила о своем возвращении и запросила время и место встречи с эскортом. Больше «С-9» на связь не выходила.

## Память
- В посёлке Ветлужский есть улица, названная именем Александра Мыльникова.
- В документальном цикле Великая война в 13 серии «Война на море» упоминается о боевом походе С-9 под командованием Мыльникова и пропаже без вести лодки в попытке пересечь сетевое заграждение.
- В документальном цикле телеканала «Звезда» «Подводная война» восьмая серия посвящена подводной лодке С-9, где также упоминается про Мыльникова[3].
- В городе Шарье Костромской области, где учился Мыльников, одна из улиц носит его имя[4].